# Eustixia pupula
Eustixia pupula là một loài bướm đêm trong họ Crambidae.